# Arachnis breviscapa
Arachnis breviscapa är en orkidéart som först beskrevs av Johannes Jacobus Smith, och fick sitt nu gällande namn av Johannes Jacobus Smith. Arachnis breviscapa ingår i släktet Arachnis och familjen orkidéer. Inga underarter finns listade i Catalogue of Life.